# Rezynyferatoksyna
Rezynyferatoksyna, RTX – organiczny związek chemiczny, analog tiniatoksyny i kapsaicyny o ekstremalnie silnym działaniu drażniącym – jest jednym z najbardziej drażniących związków chemicznych występujących w naturze. Jest neurotoksyną i podobnie jak jej analogi oddziałuje poprzez receptory waniloidowe na nerwy czuciowe.

## Występowanie i otrzymywanie
Występuje naturalnie w dwóch sukulentach:
- Euphorbia poissonii – występuje w północnej Nigerii[7],
- Euphorbia resinifera – występuje głównie w Maroku[8].

Synteza totalna (+)-rezynyferatoksyny została przeprowadzona w 1997 roku przez grupę Paula Wendera z Uniwersytetu Stanforda.

## Właściwości biologiczne
Rezynyferatoksyna oddziałuje na receptory TRPV1, będące kanałami jonowymi w błonie komórkowej neuronów czuciowych. Są one zaangażowane w nocycepcję (odbieranie i przekazywanie fizjologicznego bólu). Aktywowane przez rezynyferatoksynę, stają się one przepuszczalne dla kationów (w szczególności wapniowych). Napływ jonów Ca2+
 do neuronu powoduje jego depolaryzację oraz wysyłanie sygnałów podobnych do wysyłanych, gdy unerwiana tkanka została spalona lub zniszczona. Następstwem tego jest znieczulenie i analgezja, wynikające z obumarcia zakończeń nerwowych spowodowanego przeładowaniem wapniem.